# Богдан Василь Семенович
Васи́ль Семе́нович Бо́гдан  (*23 квітня 1865, Соснівка (Конотопський повіт) — †3 жовтня 1939) — радянський рослинник-дослідник, один з організаторів сільськогосподарської дослідної справи.
Народився в Соснівці Конотопського повіту Чернігівської губернії (тепер Сумської області), закінчив Петровську сільськогосподарську і лісову академію (1892). Спочатку працював на організованій ним Валуйській (Костичевській) сільсько-господарській дослідній станції в Самарській губернії, а потім через політичну «неблагонадійність» змушений був переїхати в Оренбург на посаду старшого агронома Переселенського управління Тургайсько-Уральського району. В 1910 організував Краснокутську сільськогосподарську дослідну станцію. Професор Саратовського (з 1917) і Кубанського (з 1921) сільськогосподарських інститутів. Бо́гдан провів численні геоботанічні дослідження цілинного степу і перелогів, дав закінчене уявлення про скоростиглий переліг, впровадив у культуру житняк та ін.